# Острів Шарко
69°45′ пд. ш. 75°15′ зх. д. / 69.75° пд. ш. 75.25° зх. д.
Шарко (англ. Charcot Island) -  острів, розташований на північний захід від Землі Олександра I (69° 45' пд. ш. і 75° 15' з. д.), Західна Антарктида.  Омивається водами моря Беллінсгаузена.  З основним масивом суші з'єднаний шельфовим льодовиком Вілкінса.  Площа близько 2700 км². 

## Відкриття
Відкритий у 1910 році французькою антарктичною експедицією Жана-Батиста Шарко, названий на честь його батька Жана-Мартена Шарко.

## Географія

### Рельєф
Майже повністю покритий льодовиком, поверхня якого височіє на 270 м над рівнем моря.  У північній частині льодовикову поверхню прорізають гірські вершини заввишки до 609 м (м. Монік).  

### Клімат
На узбережжі, особливо в районі півострова Шарко, температура повітря досягає влітку +10 °C, а в середньому в найтепліший місяць (січень) становить 1…2 °C. ... 6 лютого 2020 року на станції Есперанса було зафіксовано найвищу за останні 59 років температуру +18,3 °C.

## Флора і фауна
Флора острова в основному складається з лишайників, мохів, водоростей і грибів. Період розвитку рослинності (вегетаційний період), зазвичай короткий і триває лише кілька літніх місяців (грудень–квітень, Морська Антарктика) чи тижнів (Континентальна Антарктика).
Органічний світ надзвичайно бідний. Незначні вільні від льоду узбережні ділянки і скелі вкриті лишайниками, водоростями, мохами; в Морській Антарктиці зростає два види аборигенних квіткових рослин. Окрім них трапляються лишайники, гриби, водорості. Фауна пов'язана з морем і зосереджена на узбережжі і прибережних островах. Представлена кількома видами птахів (пінгвіни, поморники, буревісники, альбатроси, баклани).